# Muziekgieterij
De Muziekgieterij is een centrum voor popmuziek in de Nederlandse stad Maastricht. Het poppodium is sinds 2013 gevestigd in de Timmerfabriek aan de Boschstraat aan de rand van het Maastrichtse stadscentrum.

## Geschiedenis
De Muziekgieterij is een relatief jong poppodium. Het werd omstreeks 2004 opgericht door een aantal muzikanten in Maastricht, waarvan Jan Sluijsmans en Wim Smeets de drijvende krachten waren. De eerste jaren beschikte het popcentrum niet over een eigen gebouw. Vanaf 2006 was de Muziekgieterij gevestigd in het voormalige ROZ/L1-gebouw aan de Bankastraat in de wijk Mariaberg, ook wel de Bankastudios genoemd.
Begin januari 2014 stapte het voltallige bestuur van Stichting De Muziekgieterij en Stichting Bruis Maastricht op vanwege een langlopend conflict met directeur Wim Smeets. Eind maart 2014 trad een nieuw bestuur aan met Jan Mans (oud-interimburgemeester van Maastricht), Stijn Huijts (directeur Bonnefantenmuseum), Tom Schulpen (ambtenaar gemeente Maastricht en provincie Noord-Brabant) en Nico Gerardu (lid van de raad van bestuur van DSM). De daaropvolgende jaren werd de organisatie in verband met toenemende activiteiten verder uitgebreid.

## Activiteiten
De Muziekgieterij is het belangrijkste poppodium van Maastricht en omgeving. In Zuid-Limburg ondervindt het slechts concurrentie van de Nieuwe Nor in Heerlen en Volt in Sittard. Wekelijks vinden er concerten plaats van lokale, nationale en internationale bands. Muziekgenres variëren van pop, rock, dance en metal tot elektronische en experimentele muziek en jazz. Binnen die laatste categorieën wordt regelmatig geprogrammeerd in samenwerking met het centrum voor hedendaagse muziek Intro in situ. Vaste activiteiten zijn het Emergenza-festival, Battle of the Bands, Jonge Helden en Nu of Nooit voor nieuwe bands en de studentenfeesten MaasBass en Strictly Vinyl. De Muziekgieterij organiseert tevens sinds 2007 het succesvolle gratis festival Bruis. De eerste vier edities vonden plaats op de Markt; sinds 2011 vindt het evenement plaats op de voormalige sportterreinen van de Tapijnkazerne. In 2014 werd besloten Festival Bruis onder te brengen in een aparte organisatie met een eigen bestuur.
Naast deze activiteiten verhuurt de Muziekgieterij repetitieruimtes en een mixruimte, en ondersteunt het lokale bands. Het poppodium wordt gerund door een team popmuziekliefhebbers, dat voor een groot deel bestaat uit enthousiaste vrijwilligers. Een klein deel van de medewerkers bestaat uit betaalde krachten. De Muziekgieterij ontvangt structureel subsidie van de gemeente Maastricht en wordt gesponsord door onder andere Vodafone.

## Huisvesting

### Locatiekeuze (2010-2013)

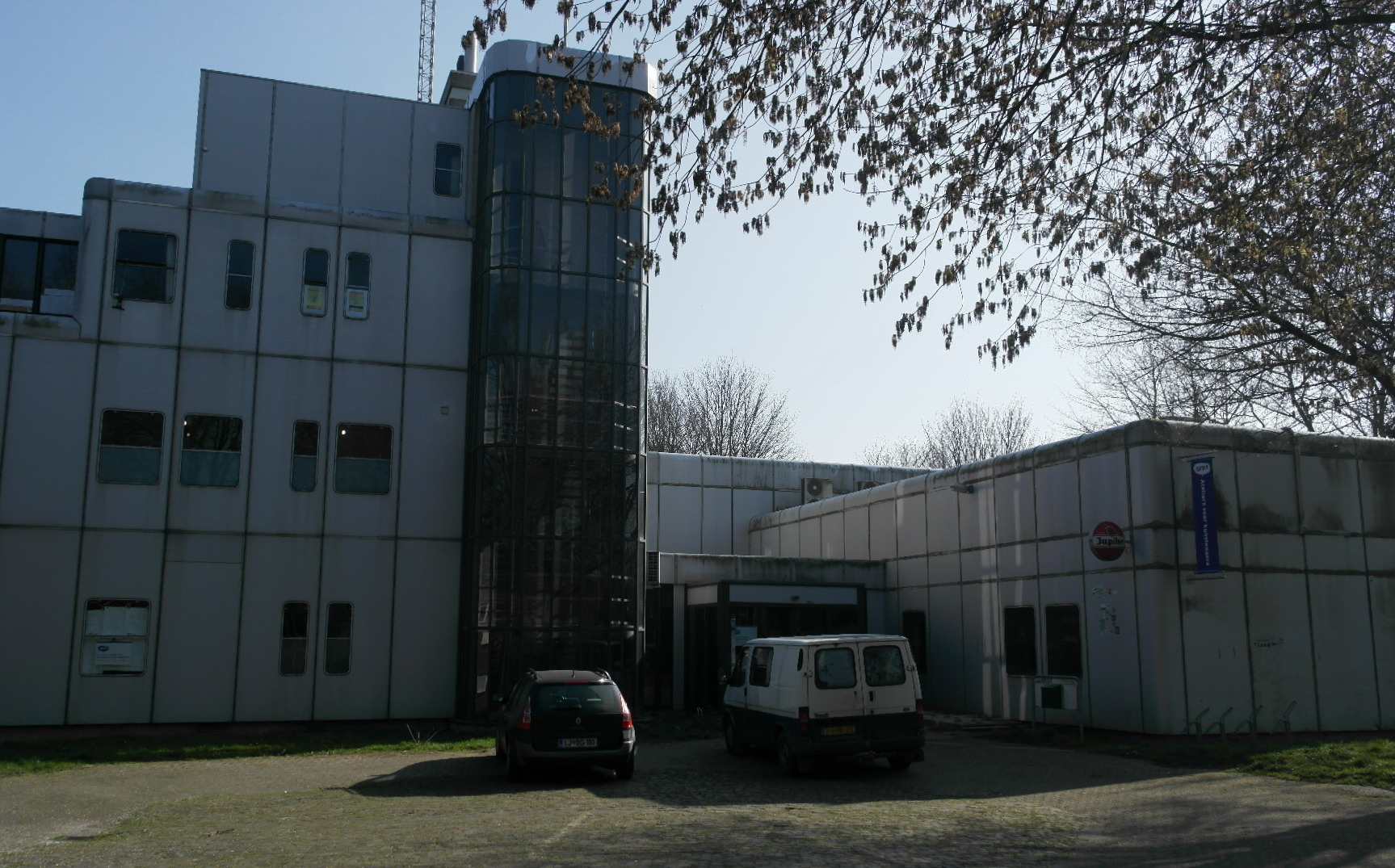
Eerste locatie van de Muziekgieterij: voormalig ROZ-gebouw aan de Bankastraat

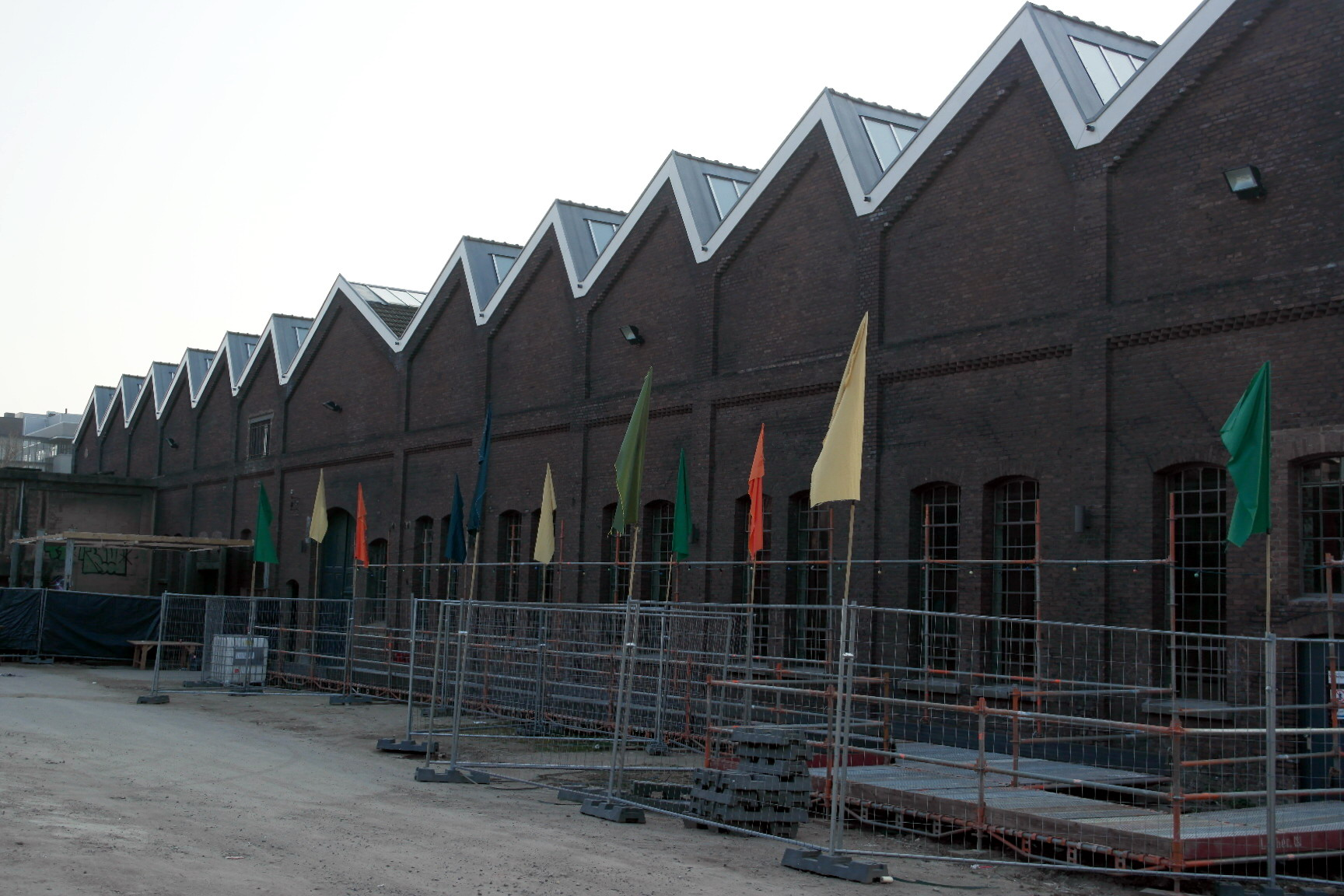
Tijdelijk plankier voor bezoekers aan de achterkant van de Timmerfabriek, 2014

Vanwege geluids- en parkeerhinder, vooral tijdens grotere concerten en feesten, bleek omstreeks 2010 dat de Muziekgieterij niet langer in de Bankastudios kon blijven. Ook was de ruimte te klein geworden voor het uitdijende popcentrum en het gebouw had achterstallig onderhoud. In mei 2012 sloot het muziekcentrum. Een van de mogelijk nieuwe locaties was de kwakkelende Platte Zaol bij de Wilhelminabrug, gecombineerd met het vlakbij gelegen gebouw van Kumulus in het voormalige Franciscanessenklooster. De uit die locatiekeuze voortvloeiende splitsing van de diverse activiteiten werd echter als zeer nadelig ervaren. Ook zou de akoestiek van de Platte Zaol niet optimaal zijn. Eerder was ook de Peutzhal, onderdeel van het ENCI-fabriekscomplex, afgevallen, vooral vanwege de afgelegen ligging. Als beste alternatief kwam de Timmerfabriek naar voren, de voormalige magazijnen van de Koninklijke Sphinx in het Boschstraatkwartier. Eind 2012, nog vóór de verhuizing naar de Timmerfabriek, kwamen plannen naar buiten om de Muziekgieterij definitief te vestigen in de zogenaamde 'Kop van de Sphinx', een cluster voormalige fabrieksgebouwen op de hoek Boschstraat-Frontensingel, tegenover de Timmerfabriek. Met het plan zou een investering van 9,5 miljoen euro zijn gemoeid, geld dat er uiteindelijk niet bleek te zijn.

### Timmerfabriek (2013-2017)
Op 8 maart 2013 opende de Muziekgieterij haar deuren in de provisorisch verbouwde Timmerfabriek. Het Maastrichtse poppodium kreeg van de gemeente toestemming om maximaal drie jaar in de Timmerfabriek te blijven, waarna het muziekcentrum naar een definitieve locatie elders op het Sphinx-terrein zou verhuizen. De Timmerfabriek bood vóór de verbouwing provisorisch ruimte aan ongeveer 650 bezoekers. Omdat de nieuwe locatie in de Timmerfabriek beviel, gingen meteen na de verhuizing stemmen op om de Muziekgieterij met enkele aanpassingen voor langere tijd op deze plek te houden.

### Uitbreiding en nieuwbouw (2017-2019)
In 2014 werd besloten de Muziekgieterij op de huidige locatie uit te breiden. De Maastrichtse gemeenteraad ging akkoord met een investering van 3,5 miljoen euro om de huisvesting van het poppodium te verbeteren. In 2017 startte de bouw naar een ontwerp van Maurer United Architects. De oplevering vond begin 2019 plaats. De totale bouwsom bedroeg circa € 10 miljoen. Er zijn twee zalen gerealiseerd. In het noordelijk deel van de Timmerfabriek bevinden zich de entree, een ruime foyer en een zaal voor 350 bezoekers. Achter de gerestaureerde gevel van de tramremise is een volwaardige popzaal met een capaciteit van 1100 bezoekers gebouwd. Ten noorden daarvan bevindt zich, eveneens in een nieuwbouwgedeelte, het backstagegedeelte. Het zuidelijk deel van de Timmerfabriek is in gebruik door het architectuurcentrum Bureau Europa. Het tussenliggende deel kan voor wisselende culturele evenementen worden gebruikt.

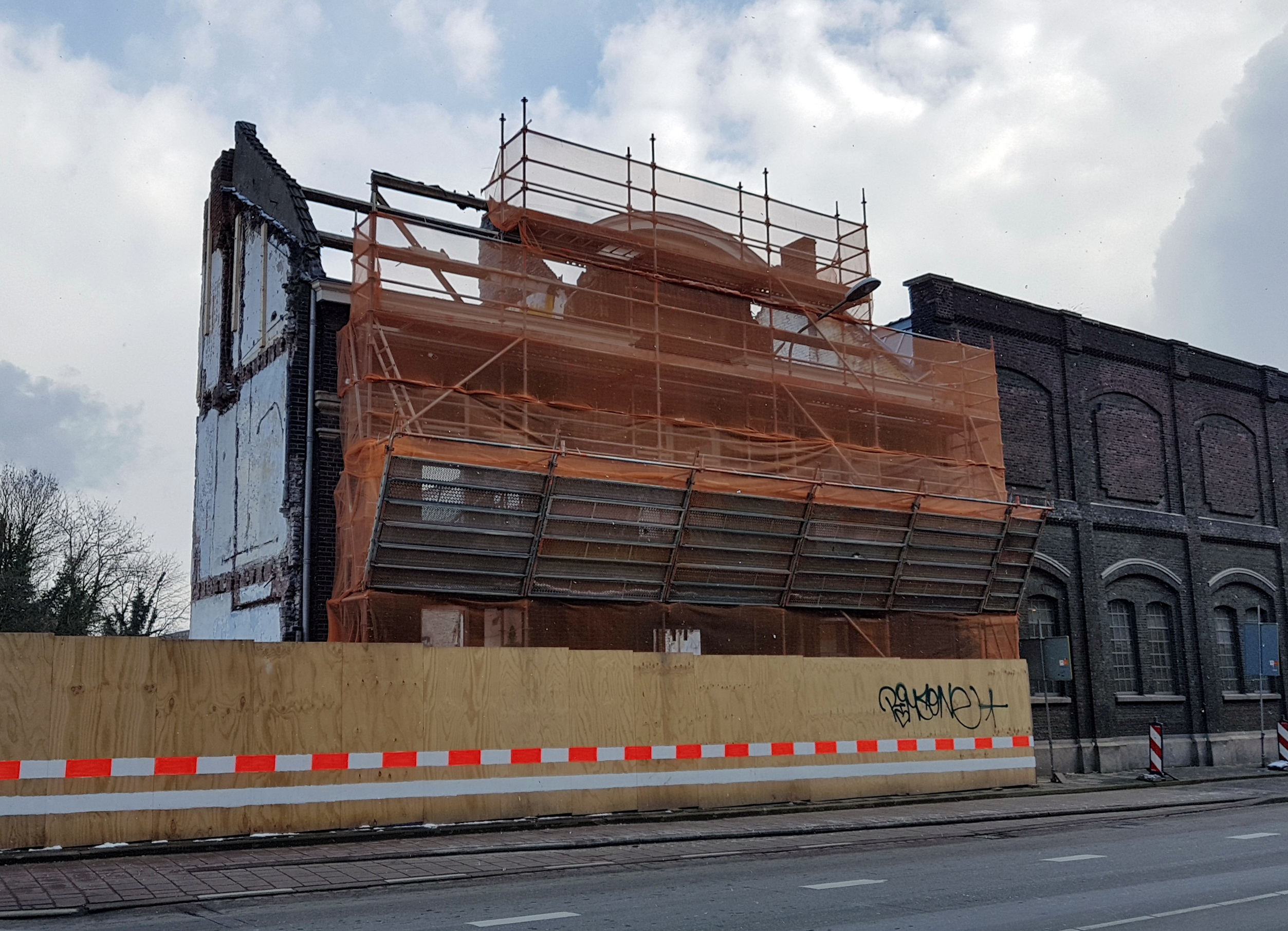
Renovatie gevel voormalige tramremise, februari 2018
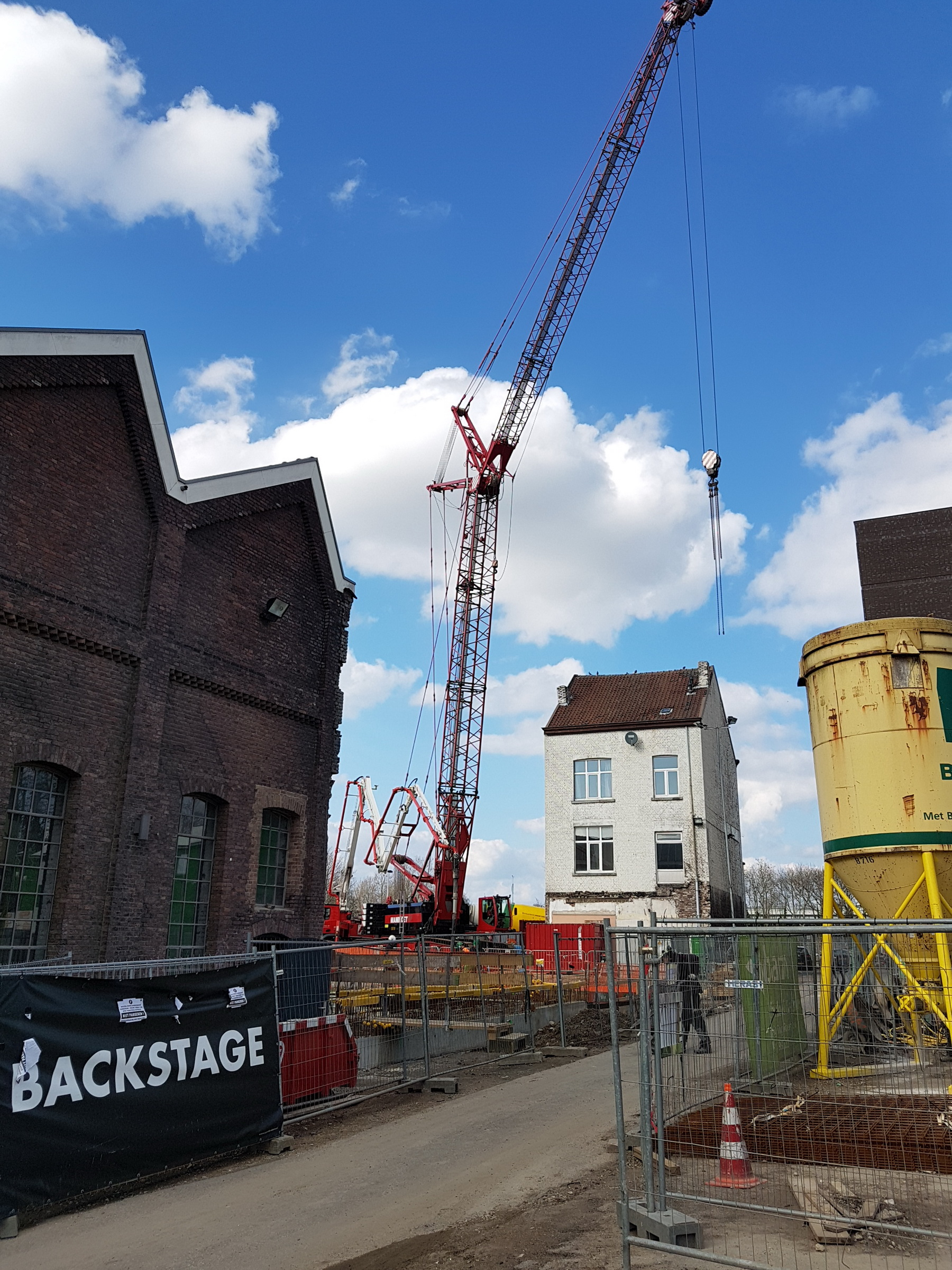
Bouwplaats nieuwe zaal, maart 2018
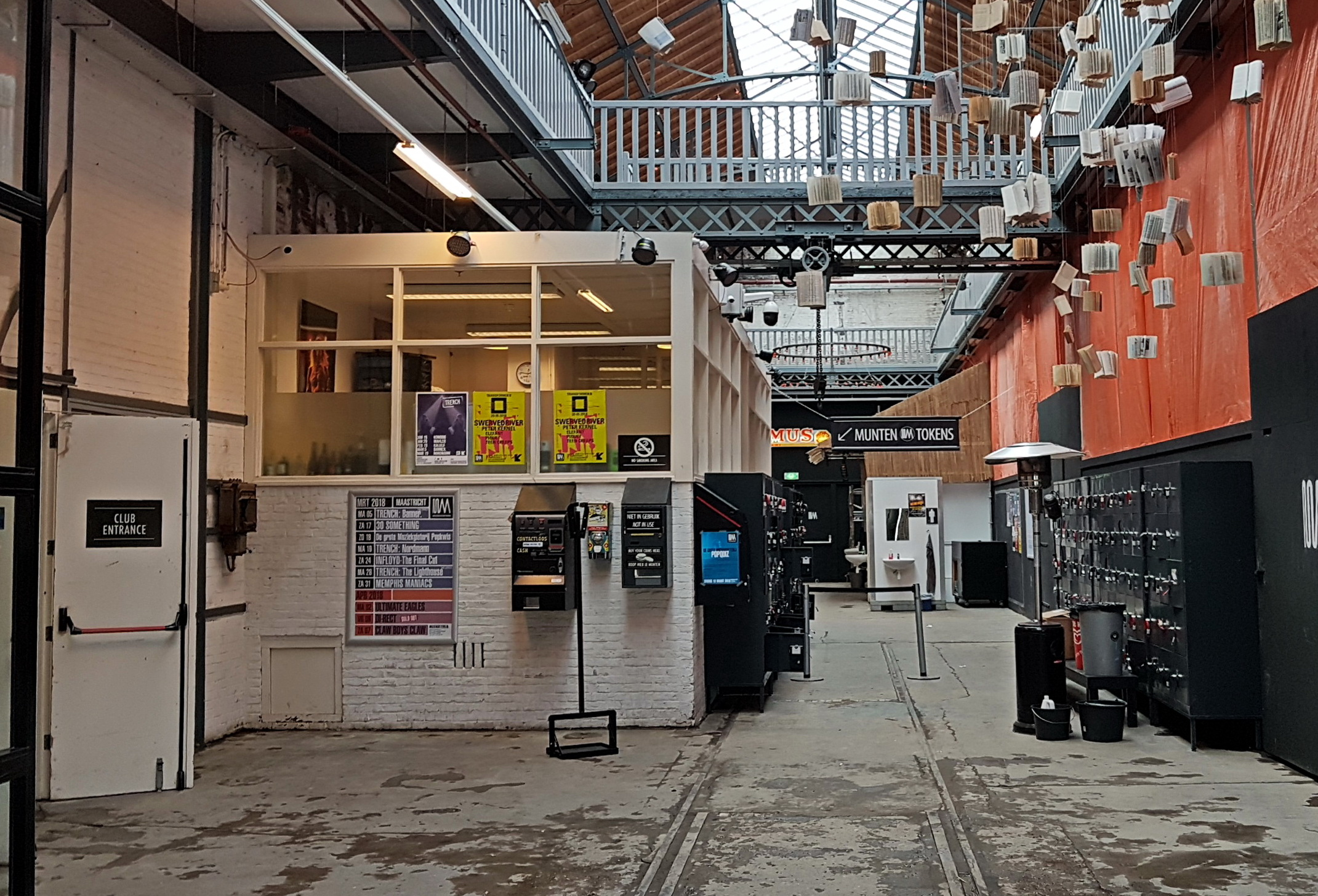
Tijdelijke locatie in de Timmerfabriek, maart 2018
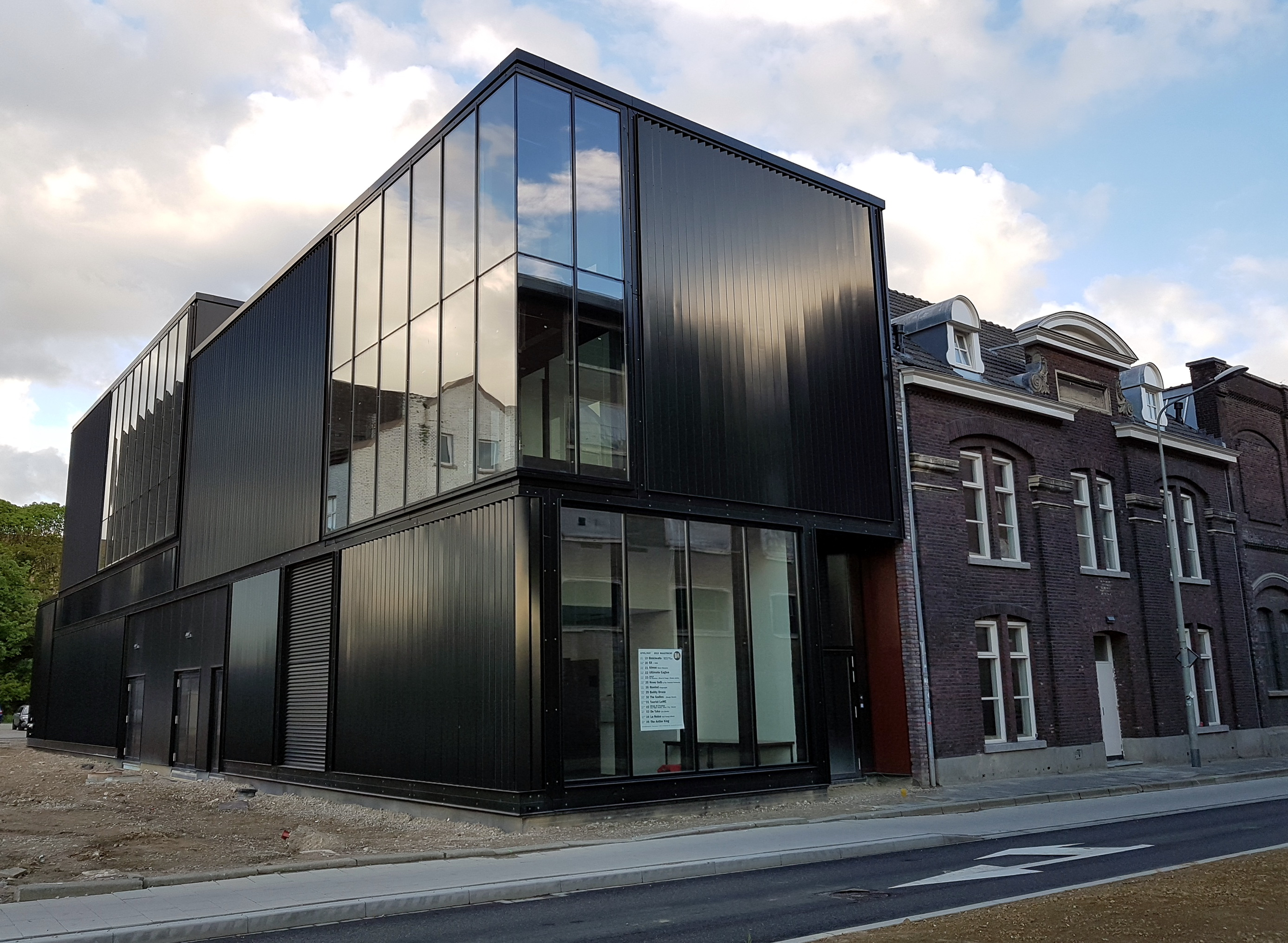
Façade tramremise en voltooide nieuwbouw, april 2019
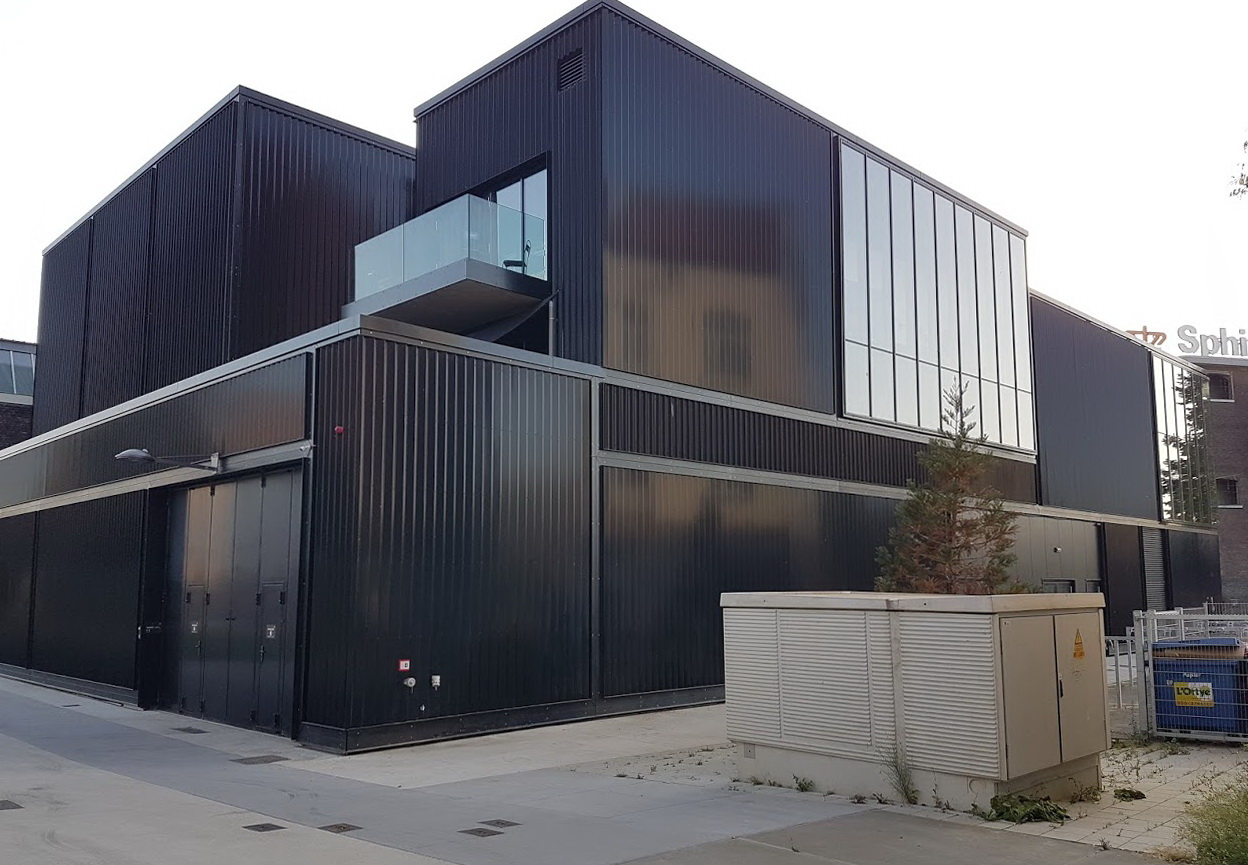
Nieuwbouw vanuit het noordoosten, september 2020